# Phelipara laosensis
Phelipara laosensis är en skalbaggsart som beskrevs av Stefan von Breuning 1964. Phelipara laosensis ingår i släktet Phelipara och familjen långhorningar.
Artens utbredningsområde är Laos. Inga underarter finns listade i Catalogue of Life.